# Anders Lindstedt (arkitekt)

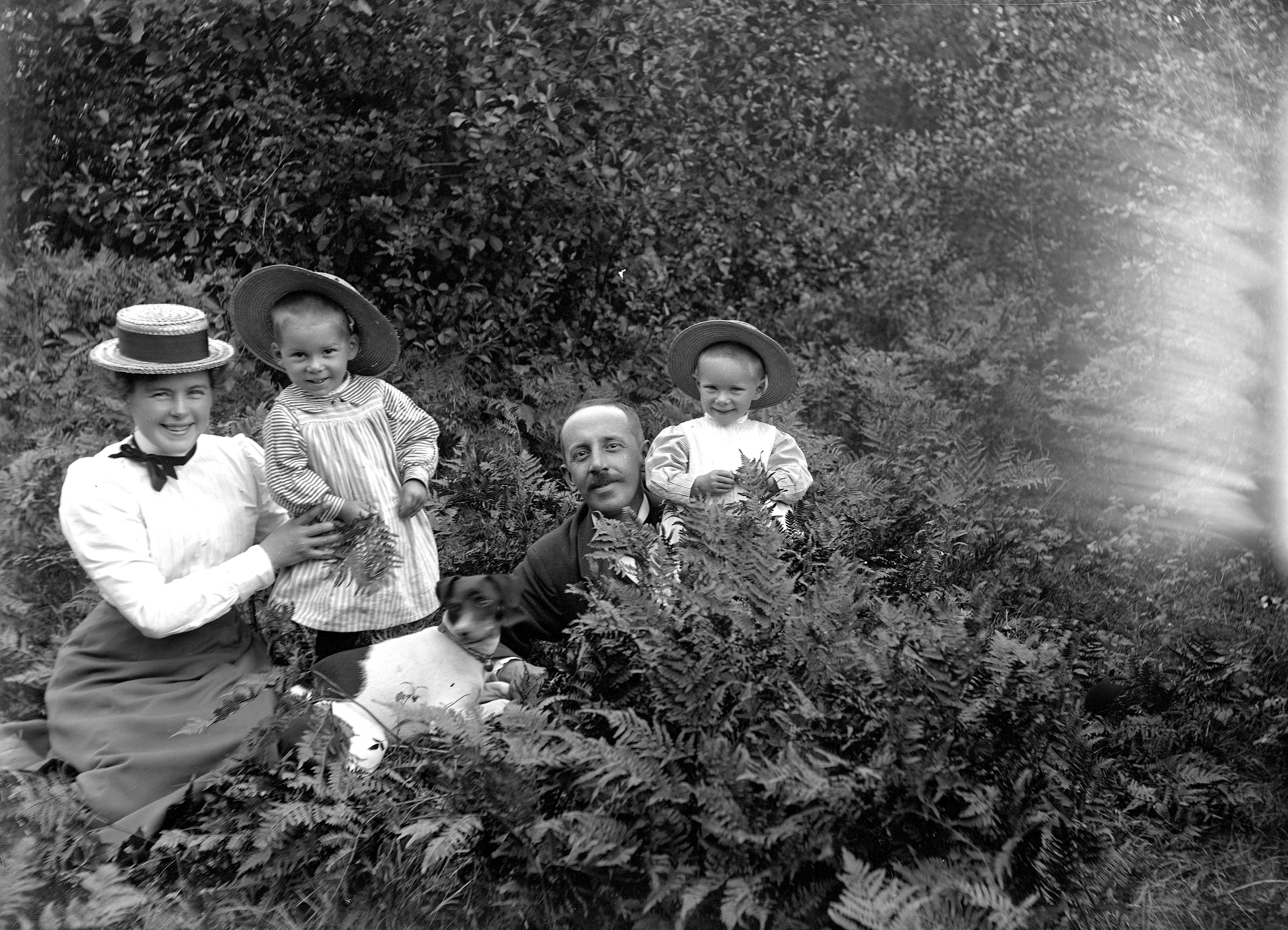
Anders Lindstedt med familj.

Anders Fredrik Lindstedt, född 1869 på Tyfors bruk i Säfsnäs socken, död 11 oktober 1906 i Örebro, var en svensk arkitekt. 

## Biografi
Lindstedt, som var son till bruksförvaltaren Johan Adolf Lindstedt och hans hustru Anna Sofia Brevis, bosatte sig 1889 i Karlstad, där han under några år arbetade som ritare hos byggmästaren Carl August Resare. Efter studentexamen vid Kristinehamns högre allmänna läroverk studerade han på Byggnadsyrkesskolan vid Tekniska skolan i Stockholm, varifrån han utexaminerades 1894. Han bosatte sig därefter i Malmö för praktik, varefter han arbetade hos Ullrich & Hallquisth. 1897 flyttade han till Örebro, där han kom att verka till sitt frånfälle. Under de tio år han var verksam där ritade han relativt många av stadens stenbyggnader.
I december 1898 utsågs Lindstedt också till suppleant i Örebro stads byggnadsnämnd och det var ett uppdrag som han behöll livet ut. I mars 1899 sökte han även den nya tjänsten som Örebros stadsarkitekt. Konkurrensen var dock hård och tjänsten gick slutligen till arkitekten Magnus Dahlander. 
Även efter att Örebros brandstation hade färdigställts fortsatte samarbetet mellan Lindstedt och byggmästaren Salomon Karlsson. När Storgatan i början av 1900-talet skulle omdanas och bebyggas med moderna stenhus ska byggmästare Karlsson ha vänt sig till Lindstedt som sedan ska ha ritat flera av de hus som han sedan byggde på gatans östra sida. Men än så länge är det med säkerhet bara känt att Lindstedt är upphovsman till det fyra våningar höga stenhuset på adressen Storgatan 18 / Fredsgatan 15 A. Den gulputsade fasaden fick burspråk samt vid hörnet profilerade frontoner. Ritningarna utfördes 1900–1901 och året därpå stod det storslagna huset färdigt. Utvändigt har huset inte genomgått några större förändringar sedan uppförandet.
Lindstedt är begravd på Almby kyrkogård.

## Byggnadsverk i urval
- Örebro brandstation
- Nygatan 26/Köpmangatan 20, byggt 1897
- Filadelfiakyrkan, Järnvägsgatan 11, byggd 1897–1898[4]
- Fabriksgatan 3–5/Nygatan 9-11, byggt 1898–1900
- Brandstation i Arboga, 1898[5]
- Fabriksgatan 9–11, Örebro Brandkår, byggt 1899
- Hotell Continental, byggt 1900
- Rudbecksgatan 1 (Vid S:a station), byggt 1903
- Fredsgatan 7/Klostergatan 26 (Johnsson Hill), byggt 1904
- Hertig Karls Allé 10–12, byggt 1904
- Oskarsparken 4 & 6, byggda 1905
- Manillagatan 9, byggt 1906
- Tingshuset i Sköllersta, byggt 1906
- Östra Bangatan 26 (Continental), byggt 1907
- Längbro prästgård

## Bilder

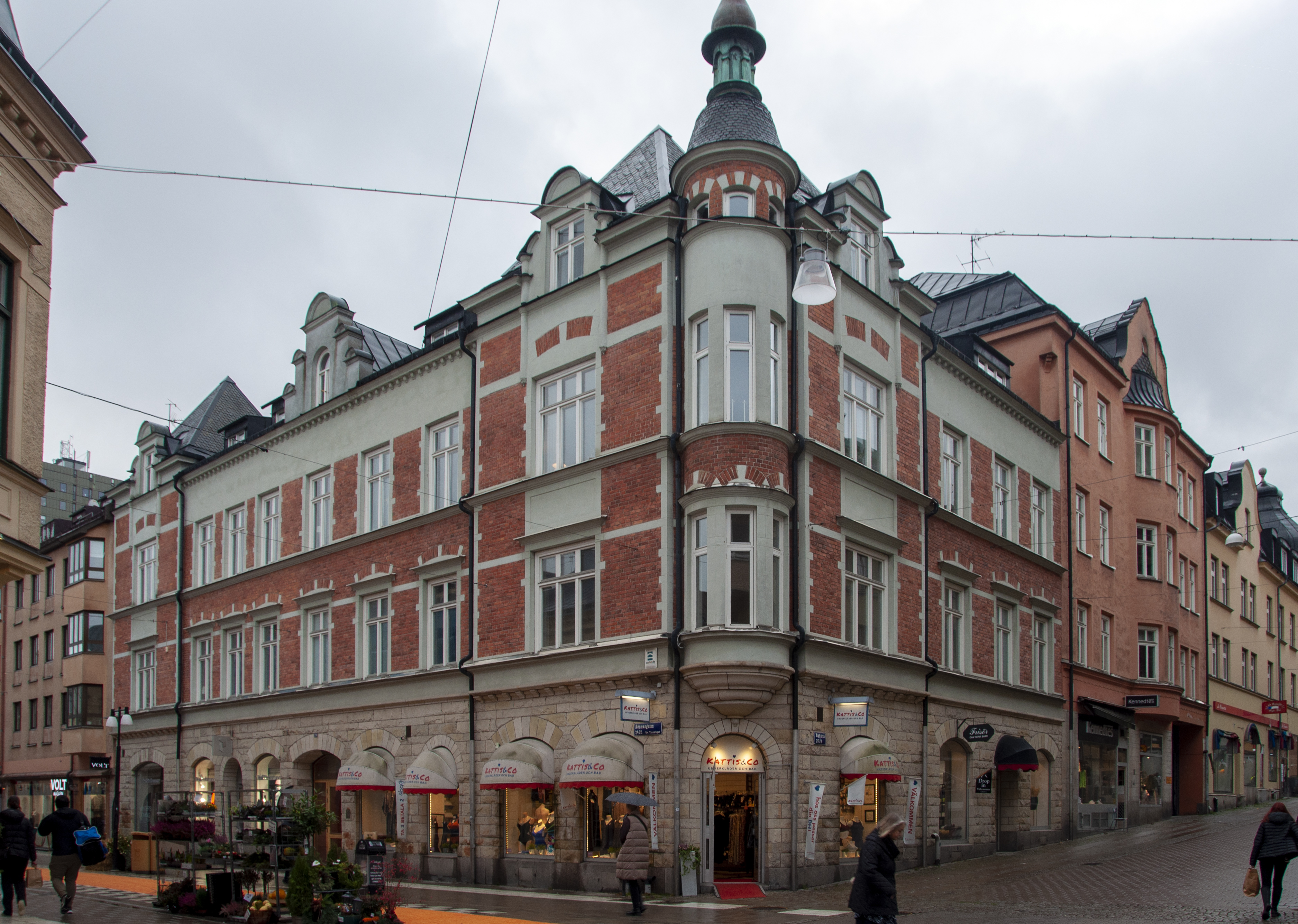
Nygatan 26
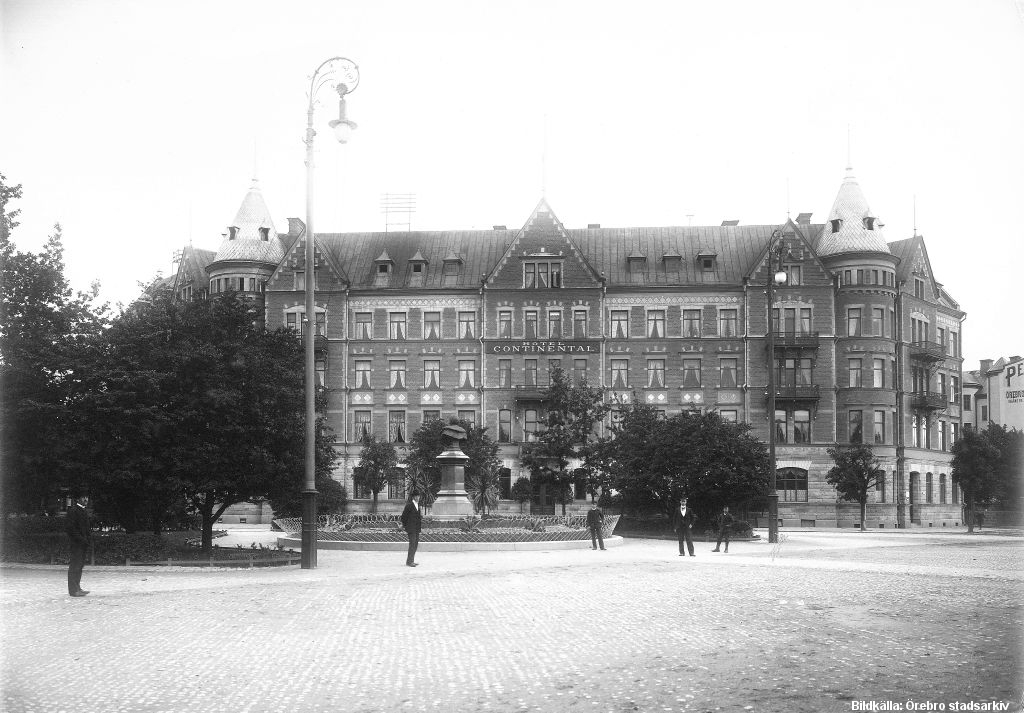
Hotell Continental, 1903
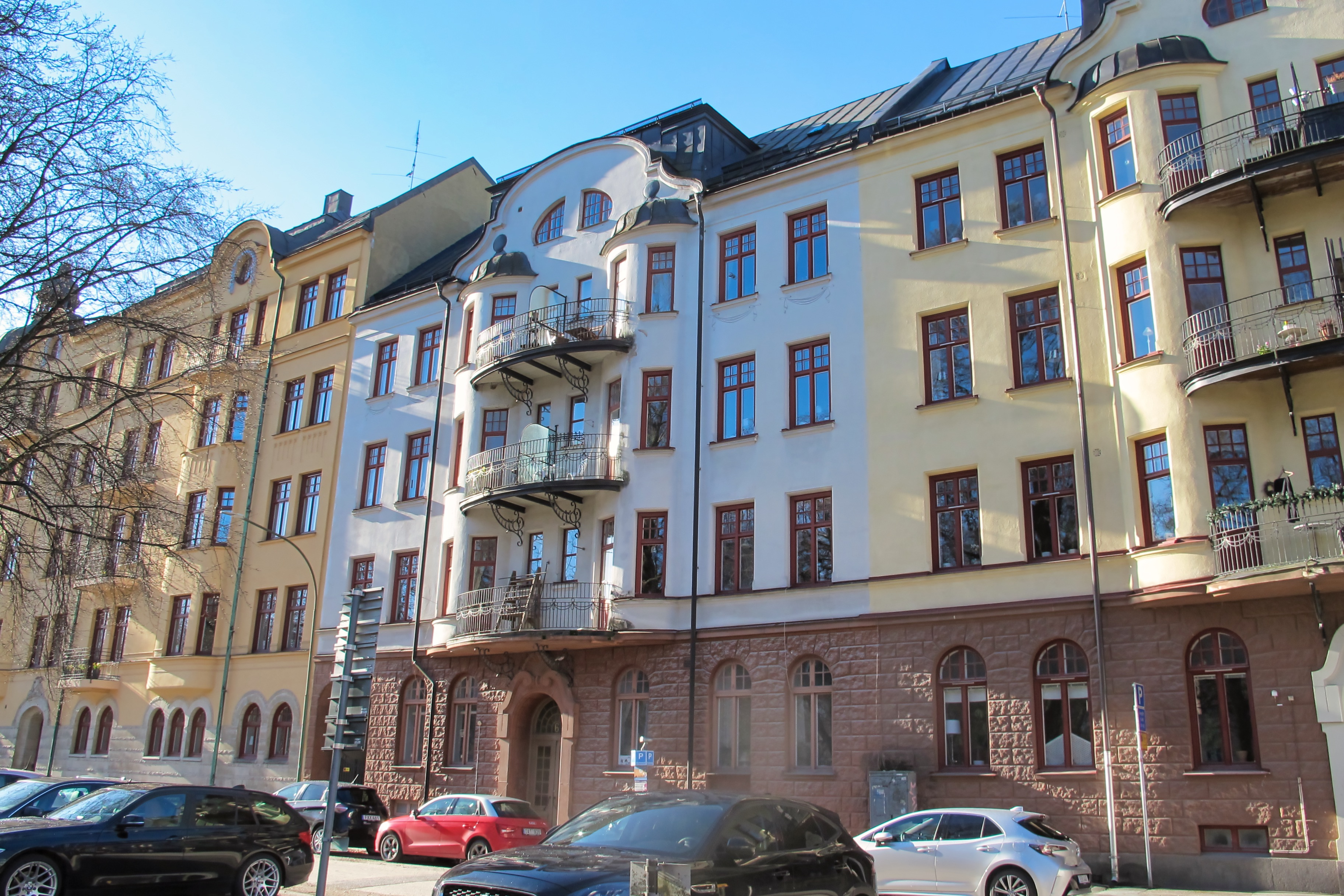
Oscarsparken 6 i Örebro
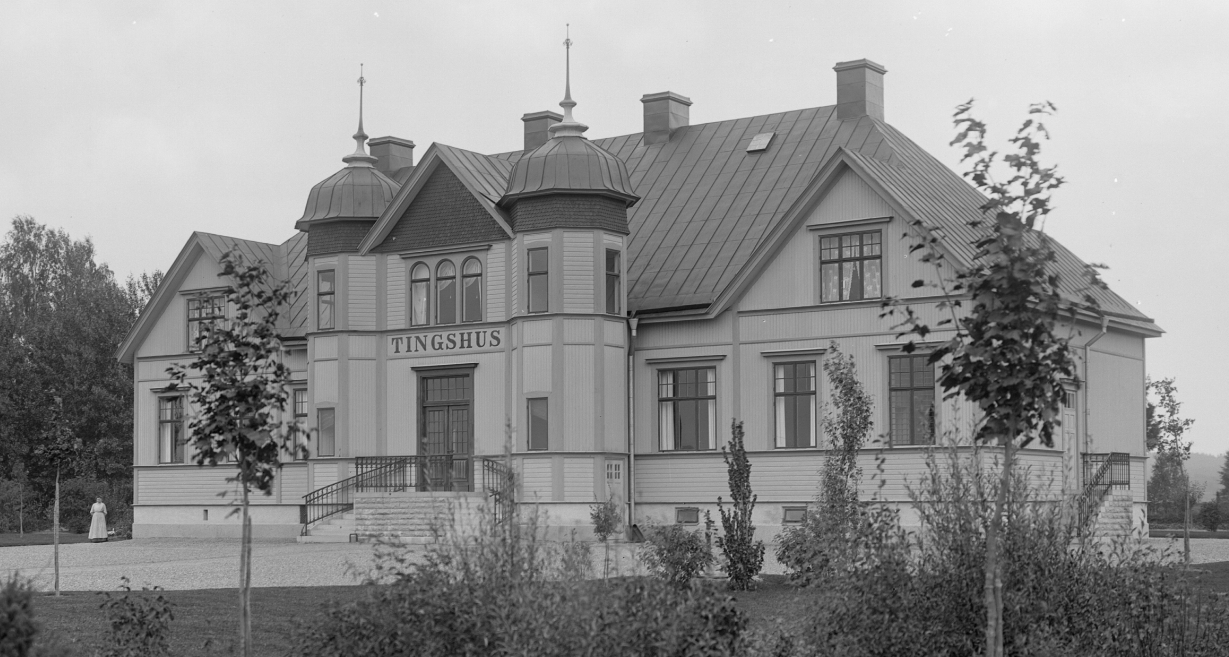
Sköllersta tingshus
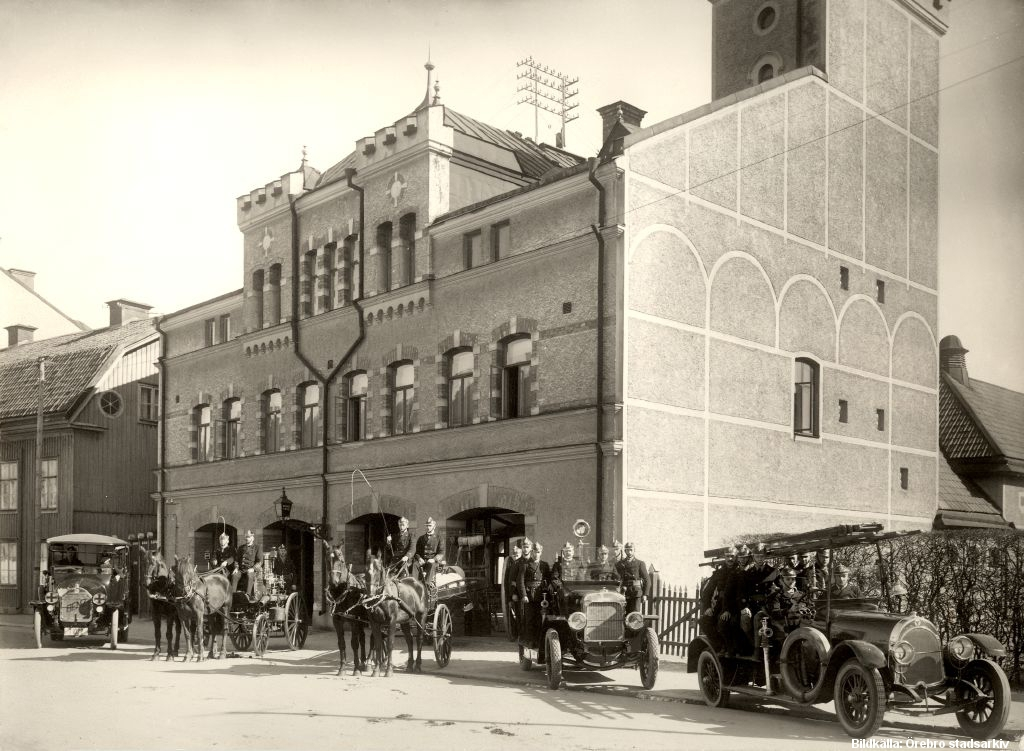
Brandsationen i Örebro
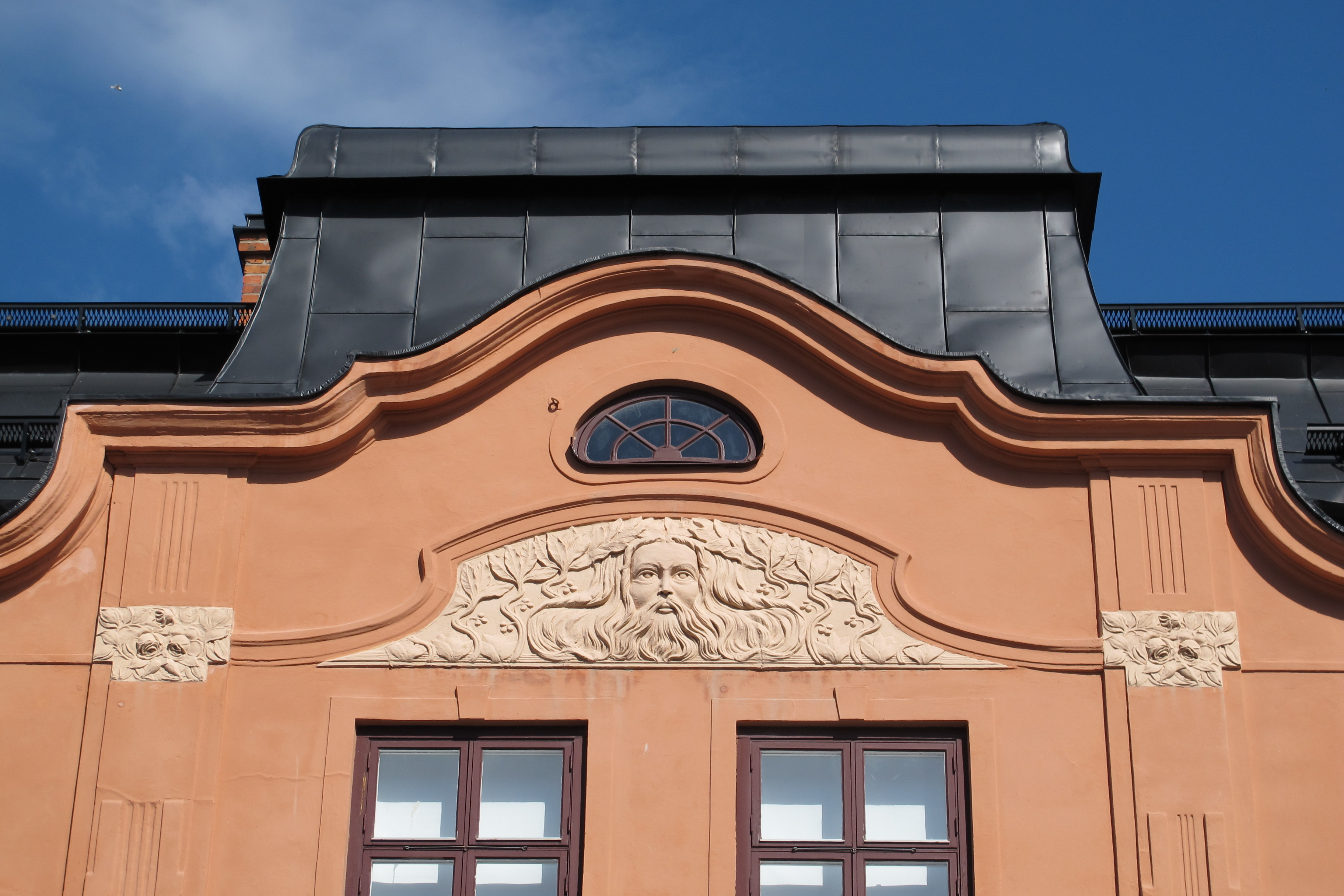
Jugenddekorationer